# 서울시립과학관
서울시립과학관(서울市立科學館, Seoul Science Center)은 서울특별시청의 사업소이다. 관장은 지방서기관으로 보하되, 지방임기제공무원으로 보할 수 있다.

## 설치 근거 및 소관 사무

### 설치 근거
- 「서울특별시 행정기구 설치조례」 제113조제1항[2]

### 소관 사무
- 서울특별시립과학관의 운영 및 관리에 관한 사항
- 과학기술 자료의 수집·조사·연구 및 보존·전시
- 과학기술 교육프로그램 운영 및 과학기술지식 보급

## 연혁
- 2014년 1월 13일: 건축공사 착공.
- 2015년 8월 31일: 서울특별시립과학관 설치.[3]
- 2017년 5월 19일: 서울특별시립과학관 개관.[4]

## 조직

### 관장
- 총무과[5]
- 전시과[6]
- 교육지원과[6]